# 马尔科·佩扎伊沃利
马尔科·佩扎伊沃利（1968年11月16日—）生于德国曼海姆，是一名足球教练。现任广州恒大淘宝足球俱乐部U17球队主教练。

## 教练生涯

### 卡尔斯鲁厄体育俱乐部
佩扎伊沃利曾两度担任卡尔斯鲁厄SC临时主教练一职。在约阿希姆·勒夫于2000年4月20日辞职之后，佩扎伊沃利第一次担任球队的临时主教练，随后斯特凡·昆茨在下赛季便接手了球队。在2002年9月25日昆茨被解雇后，佩佐利第二次担任临时主教练。2002年10月1日，球队雇佣了洛伦茨-京特尔·克斯特纳担任主教练。佩扎伊沃利还执教过德国足协旗下不同层级的球队。而在离开卡尔斯鲁厄之后，佩扎伊沃利曾前往韩国担任水原三星蓝翼的助理教练。

### 特里尔体育俱乐部
2006年9月20日，佩扎伊沃利被德国足球高级联赛球队特里尔体育聘为球队主教练，并在赛季结束后得到了一份正式合同。佩扎伊沃利在特里尔体育的首秀便以5比6负于EGC维尔格斯。佩扎伊沃利执教球队在之后的五场比赛中输掉了三场，于2006年10月30日被球队解雇。

### 霍芬海姆
2011年1月2日，佩扎伊沃利成为1899年霍芬海姆的新任主教练。霍芬海姆在2011年4月12日宣布佩扎伊沃利将在赛季末离开，他在最近的八场比赛中只赢了一场。2011年5月17日，霍尔格·斯塔尼斯拉夫斯基取代佩扎伊沃利执教球队。

### 大坂樱花
2014年6月16日，佩扎伊沃利取代兰科·波波维奇成为大坂樱花主教练。佩扎伊沃利上任后表现不佳，在J联赛中未能取得任何一场比赛的胜利，后于9月8日被球队解除了职务。大坂樱花在日本天皇杯上以1比0击败了富山胜利，并在日本联赛杯的四分之一决赛第二回合击败了川崎前锋，但由于两回合总比分处于劣势，依然被淘汰出局。一个多星期以来他将被球队解雇的传言终于变成了现实。

### 广州恒大
2014年10月20日，佩扎伊沃利受聘为广州恒大淘宝足球俱乐部的U-17梯队主教练兼青训总监。

## 教练生涯技术统计
| 球队                 | 开始          | 结束           | 记录 | 记录 | 记录 | 记录 | 记录  | 记录   |
| 球队                 | 开始          | 结束           | 场次 | 胜   | 平   | 负   | 胜率% | 参考   |
| -------------------- | ------------- | -------------- | ---- | ---- | ---- | ---- | ----- | ------ |
| 卡尔斯鲁厄足球俱乐部 | 2000年4月20日 | 2000年6月30日  | 7    | 2    | 2    | 3    | 28.57 | [ 15 ] |
| 卡尔斯鲁厄足球俱乐部 | 2002年9月25日 | 2002年10月1    | 1    | 0    | 1    | 0    | 00.00 | [ 16 ] |
| 特里尔体育俱乐部     | 2006年9月20日 | 2006年10月30日 | 5    | 2    | 0    | 3    | 40.00 |        |
| 霍芬海姆             | 2011年1月2日  | 2011年5月17日  | 18   | 5    | 3    | 10   | 27.78 | [ 17 ] |
| 大坂樱花             | 2014年6月16日 | 2014年9月8日   | 9    | 0    | 4    | 5    | 00.00 | [ 18 ] |
| 总计                 | 总计          | 总计           | 40   | 9    | 10   | 21   | 22.50 | —      |